# Balaban, Kartepe
Balaban là một xã thuộc huyện Kartepe, tỉnh Kocaeli, Thổ Nhĩ Kỳ. Dân số thời điểm năm 2010 là 1.254 người.